# فيكتور دوروي
فكتور دوروي (بالفرنسية: Victor Duruy)‏ هو سياسي ومؤرخ الفرنسي ، ولد 10 سبتمبر 1811 في باريس حيث توفي في 25 نوفمبر 1894 . كان وزيرا للتربية في عهد الإمبراطورية الثانية من عام 1863 إلى عام 1869.

## روابط خارجية
- فيكتور دوروي على موقع الموسوعة البريطانية (الإنجليزية)